# Dallmannbaai
De Dallmannbaai is een baai tussen Antwerpeneiland en Brabanteiland in de Palmerarchipel ten westen van het Antarctisch Schiereiland. De baai staat in open verbinding met de Zuidelijke Oceaan en wordt door het Schollaertkanaal verbonden met de Straat van Gerlache. In de baai liggen de Melchioreilanden.
De Duitse poolreiziger Eduard Dallmann (1830-1896) ontdekte de baai tijdens zijn Antarctische expeditie (1873-1874). De organisator van deze expeditie, het Duitse Polar-Schifffahrtsgesellschaft, vernoemde de baai naar Dallmann. De Franse poolreiziger Jean-Baptiste Charcot bracht de baai in kaart tijdens de vierde Franse Antarctische expeditie (1903-1905).